# Чернь білоока
Чернь білоока (Aythya nyroca) — ниркова качка. Один з 12-ти видів роду; один з 4-х видів роду у фауні України. Свою назву птах отримав за колір очей — райдужка ока у самців біла або світло-блакитна (здалеку здається білою). В Україні гніздовий, перелітний, зимуючий вид.

## Морфологічні ознаки

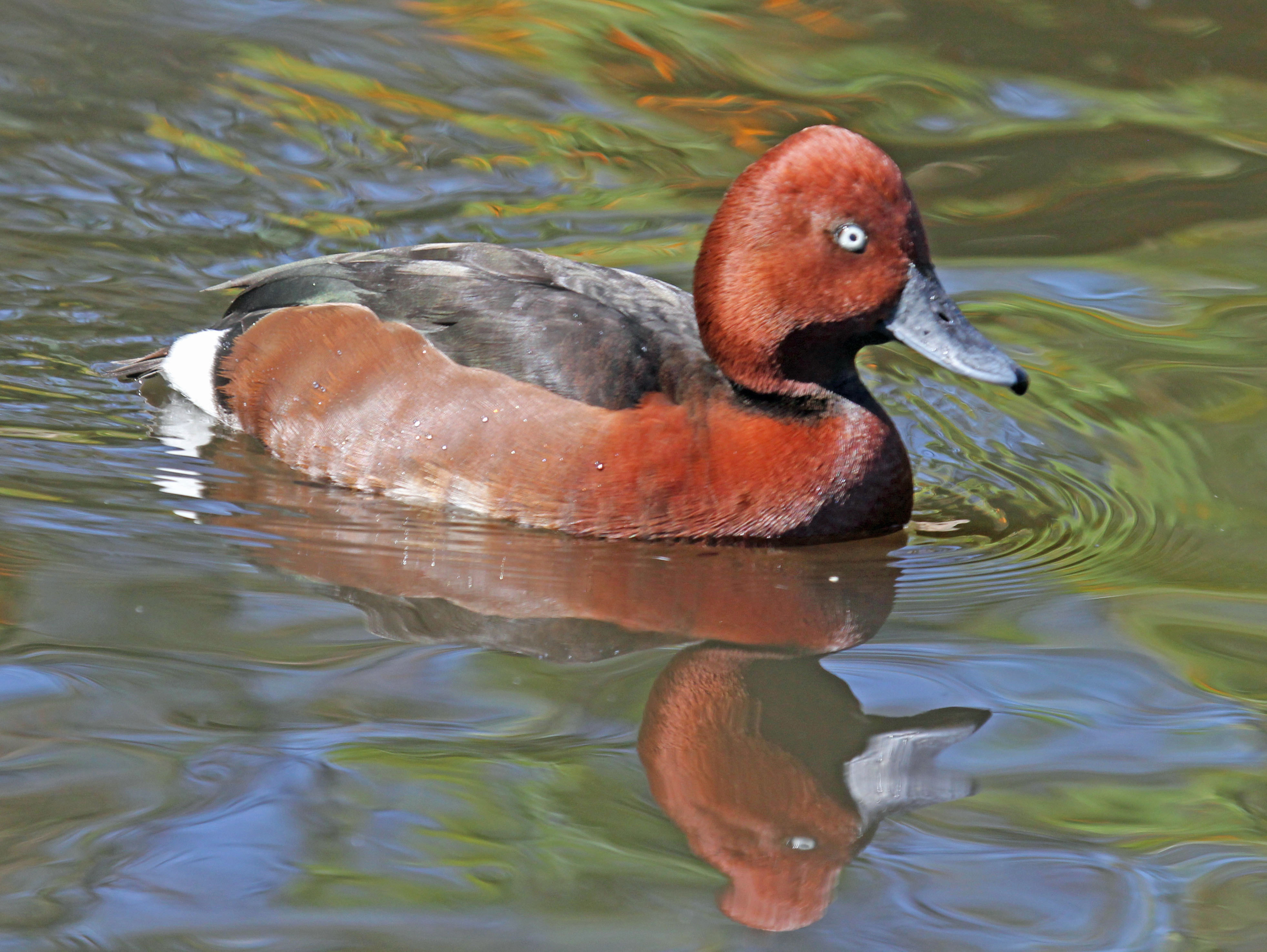
Самець

Качка середнього розміру, трохи менша від попелюха. Статевий диморфізм виражений слабко. У дорослого самця голова, шия, воло, боки тулуба і черево рудувато-каштанові; спина, плечі, поперек та надхвістя чорні; підборіддя біле; шия біля основи темно-бура; спід крил, груди та підхвістя білі; верхні покривні пера крил чорно-бурі; першорядні махові пера білуваті, з темною верхівкою; «дзеркальце» біле; хвіст чорно-бурий; дзьоб сірувато-чорний; ноги темно-сірі; райдужна оболонка ока біла або світло-блакитна. Доросла самка забарвлена тьмяніше; райдужна оболонка ока світло-коричнева. Молодий птах подібний до дорослої самки, але підхвістя з бурувато-сірими плямами. Маса тіла — 400—650 г, довжина тіла — 400—420 мм, розмах крил — 670—690 мм.
Від інших черней відрізняється рудувато-каштановим забарвленням значної частини верху і низу, а також білим підхвістям; крім того, дорослий самець — білою або світло-блакитною райдужною оболонкою ока.

## Ареал виду та поширення в Україні
Гніздовий ареал охоплює Південну Європу, Африку, Західну та Центральну Азію. Чернь білоока поширена на усій території України, але місця масового гніздування розташовані тільки в Одеській області та Криму (Східний Сиваш). Місця зимівлі невеликої частини популяції розміщені на узбережжі Чорного моря.

## Чисельність і причини її зміни
Найбільша гніздова популяція виду розташована в Азії та Африці. Загальна чисельність у Європі становить 36–54 тис. ос. В Україні чисельність незначна, за винятком озер Катлабуг, Кугурлуй та Стенцівських плавнів (Одеська область), де гніздиться 0,5–1 тис. пар. На Східному Сиваші чисельність становить 45–50 пар, у Західній Україні (переважно Волинська та Рівненська області) — до 40 пар, в інших місцях гніздяться окремі пари та невеличкі групи з 3–5 пар. У минулому вид був численним у плавнях великих річок. Зміна чисельності відбувається через деградацію місць гніздування внаслідок затоплення заплав річок, інтродукції білого амура (кормового конкурента), осушення лиманів і перетворення їх на рисові плантації; заростання водойм очеретом через евтрофікацію, посилення фактору непокою, незаконне здобування мисливцями.

## Особливості біології

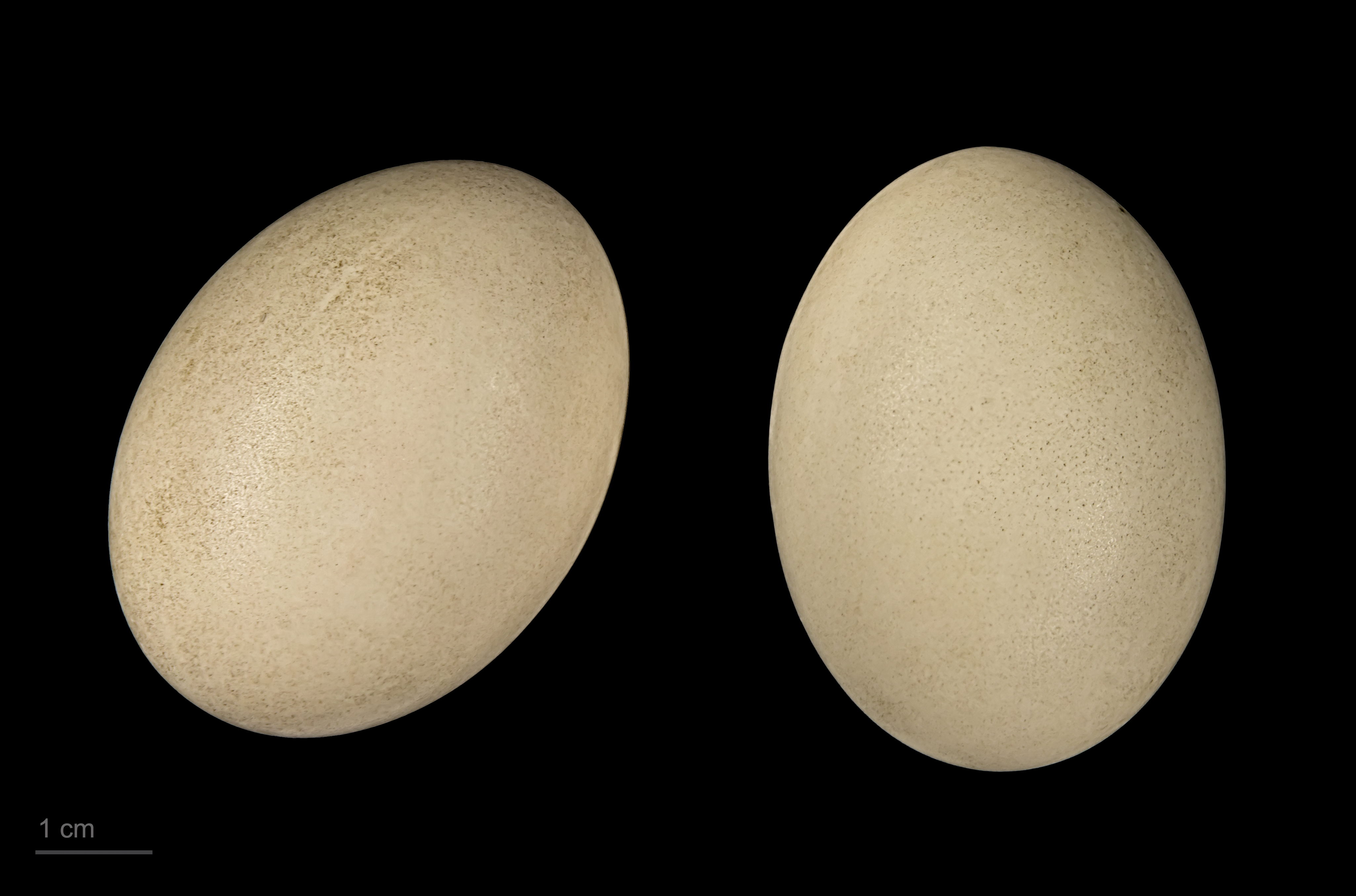
Яйця білоокої черні — Тулузький музей

Чернь білоока — перелітний птах. На прольоті та зимівлі великих зграй не утворює. Прилітає у березні — на початку квітня. 
Пари формуються під час зимівлі та у перші дні після прильоту. Типовий вид заплав. Тримається на заплавних озерах, солоних лиманах і затоках з очеретом і плесами із заростями макрофітів. Гнізда розміщує на плавах та заломах очерету. Кладки з 6–14 яєць здійснюються з початку травня до середини червня. Насиджує самка, 27–28 діб. Пташенята вилуплюються у червні — липні, стають на крила у серпні. 
Відлітає у жовтні; окремі особини затримуються до льодоставу. 
Живиться водяними рослинами, личинками комах, рідше — дрібною рибою, жуками, молюсками.

## Охорона
Чернь білооку включено до резолюції № 6 Бернської конвенції (Додаток III) зі статусом 3, Боннської конвенції (Додаток II), угоди AEWA. Включено до Червоної книги України (1994, 2009) (статус — вразливий). В Україні охороняється у Дунайському і Чорноморському біосферних заповідниках, Шацькому НПП, РЛП «Ізмаїльські острови». Необхідно створити національний природний парк на Східному Сиваші. Чернь білоока досить часто розмножується у зоопарках. Охоче займає штучні гніздівлі, які виставляють на водоймах у мисливських господарствах.